# Quasimodo (videogioco)
Quasimodo è un videogioco con protagonista Quasimodo, il personaggio gobbo di Notre-Dame de Paris, pubblicato nel 1983 per Atari 8-bit e nel 1984 per Commodore 64 da Synapse Software. 
Nel 1984 uscì anche in raccolta insieme ad Air Support su disco per Atari.
Non fa parte, pur avendo delle somiglianze, della più nota serie di Hunchback.

## Modalità di gioco
Il giocatore controlla Quasimodo all'interno di un castello medievale con ambienti a piattaforme e visuale di profilo.
All'inizio di ogni livello c'è una sequenza simile a Orc Attack, dove Quasimodo può camminare in orizzontale in cima a un alto muro di mattoni, mentre soldati nemici cercano di risalirlo utilizzando delle scale a pioli, che vengono erette in vari punti, e gettano lance.
In cima al muro ci sono tre mucchi di pietre che Quasimodo può raccogliere e lanciare agli aggressori, in verticale o diagonale verso il basso o in orizzontale.
Eliminati tutti i soldati si passa a una seconda fase dove Quasimodo può allontanarsi ed esplorare il castello con scorrimento in varie direzioni. Ora il personaggio può saltare, usare scale a pioli e aggrapparsi a corde che pendono da grosse campane. Le corde stanno normalmente ferme, ma possono essere fatte oscillare dal giocatore quando Quasimodo è appeso, fino a far suonare la campana alla massima oscillazione. I pericoli da evitare sono le cadute e i pipistrelli che volano in varie direzioni. L'obiettivo è recuperare un gioiello e riportarlo al suo posto in una nicchia.
Avanzando nei livelli, per recuperare il gioiello c'è anche una terza fase, dove Quasimodo deve scalare un muro a scorrimento verticale. Non ci sono piattaforme e ci si può arrampicare sulla parete in tutte le direzioni. Ci sono finestre dalle quali si affacciano soldati nemici armati di balestra, ma anche Quasimodo è armato di balestra. In cima al bastione, oltre al gioiello, ci sono nemici che gettano giù olio bollente.
Recuperati tre gioielli il gioco ricomincia a maggiore difficoltà.